# Zunotrechus zhaojieyui
Zunotrechus zhaojieyui (лат.) — вид пещерных жуков-трехин, единственный представитель монотипического рода Zunotrechus из семейства жужелицы (Carabidae). Эндемик Китая. Название вида дано в честь Цзеюй Чжао (Mr. Jieyu Zhao), руководителя экспедиции Zunyi Caving Expedition (Zunyi), который оказал большую помощь в экспедиции в провинцию Гуйчжоу. Родовое название состоит из двух слов, «Zun + Trechus», где «Zun» это краткое название Zunyi Shi, относящееся к ареалу этого рода.

## Распространение
Китай (Гуйчжоу, Zunyi Shi). Известен только из известняковой пещеры Da Dong в Цзуньи Ши.

## Описание
Слепые троглобионты с длинными 11-члениковыми усиками и тонкими ногами. Длина 5,2 мм; ширина 1,8 мм. Тело желтовато-коричневое, ротовые щупики бледные; голова с несколькими волосками на щеках, переднеспинка с несколькими длинными волосками, редко разбросанными по диску, надкрылья с редкими и короткими волосками; микроскульптурные гравированные сетки более или менее умеренно поперечные на голове, переднеспинке и надкрыльях; переднеспинка значительно короче надкрылий.
Zunotrechus близок к Jiulongotrechus Tian et al., 2015 благодаря сходной хаетотаксии, изменённому 1-му протарсомеру у самцов и сросшимуся лабиуму. Однако он отличается от Jiulongotrechus по: (1) правый максиллярный зубец редуцирован, а не явно двузубый; (2) голова более или менее полуафаэнопсическая, а не анофтальмическая; (3) всё тело голые, за исключением нескольких длинных волосков, покрывающих голову и переднеспинку, и нескольких коротких волосков вдоль боковых краев на надкрыльях; (4) в частности, мужские гениталии короткие и длинные, почти прямые, вершина широкая, против тонких, тонких, сильно изогнутых; (5) отсутствие задних латеро-маргинальных волосков, против присутствующих у Jiulongotrechus; (6) апикальная полоска присутствует, тогда как отсутствует у Jiulongotrechus. Кроме того, существует большой географический разрыв между обоими вышеуказанными родами: около 250 километров в линейном расстоянии от Да Дун (Da Dong) до Цзюлун Дун (Jiulong Dong) в Тонгрен Ши (Tongren Shi), северо-восточная часть Гуйчжоу (местонахождение Jiulongotrechus). Вид был впервые описан в 2023 году китайскими энтомологами (Mingyi Tian, Sunbin Huang, Xinyang Jia; Department of Entomology, College of Plant Protection, South China Agricultural University, Гуанчжоу, Китай).